# Tim Key
Tim Key, född 2 september 1977, är en engelsk komiker, poet, skådespelare och manusförfattare som framträtt framförallt i TV och radio. Han har flera gånger uppträtt på Edinburgh Festival Fringe, och 2009 vann han Edinburgh Comedy Award där och nominerades till Malcolm Hardee Award for Comic Originality.

## Biografi
Tim Key föddes och växte upp i Cambridgeshire. Han studerade först vid Hills Road Sixth Form College i Cambridge och sedan University of Sheffield, där han studerade ryska. Efter examen återvände han till Cambridge och gick med i studentspexföreningen Cambridge Footlights, trots att han inte studerade vid Cambridge University.
Med bland andra Mark Watson och Sophie Winkleman framträdde han i Footlights scenproduktion Far Too Happy 2001, och den nominerades till Bästa nykomling på Edinburgh Festival Fringe. Tim Key har därefter regelbundet återkommit till festivalen, solo eller i olika konstellationer. Vid Footlights lärde han också känna Tom Basden, Stefan Golaszewski och Lloyd Woolf, med vilka han bildade sketchgruppen Cowards. Deras sketchkomedi har haft egna program både på TV och radio för BBC.
Vid Edinburgh Festival Fringe 2009 vann hans show The Slutcracker det stora priset. Showen var en blandning av poesi, musik och låtsasfilosofiska betraktelser.
Vid År 2009 skapade och ledde Tim Key, tillsammans med Mark Watson och Alex Horne, We Need Answers för BBC Four. Det var en humoristisk frågesport där kändisar svarade på frågor som ställdes av publiken via SMS. Tim Key var också med som tävlande i den första säsongen av Bäst i test England, som skapades av Alex Horne. I följande säsonger har han deltagit i produktionen och listas som "Task Consultant", ungefär "Uppdragskonsult".
Tim Key har gett ut flera böcker, bland annat och han har exempelvis varit med i såpan Eastenders, som sig själv, där han reciterat dikter.